# La Longue Route (film, 1949)
Pour les articles homonymes, voir La Longue Route (homonymie).
Pour plus de détails, voir Fiche technique et Distribution.
La Longue Route (en tchèque : Daleká cesta) est un film tchécoslovaque réalisé par Alfréd Radok, sorti en 1949.
Réalisé trois ans après la fin de la Seconde Guerre mondiale, c'est l'un des premiers films à traiter de la Shoah. Sorti peu après le Coup de Prague, le film eut rapidement à subir la censure stalinienne qui s'exerça en Tchécoslovaquie et ne ressortit qu'après la Révolution de Velours, quarante ans plus tard.
Considéré par certains critiques comme le film tchèque le plus important sur ce sujet, cette œuvre expérimentale mêle images d'archive (notamment nazies) et de fiction, contant l'histoire d'amour entre une juive et un chrétien.

## Synopsis
Hana, médecin juive, tombe amoureuse de Toník, un chrétien. Leur histoire d'amour tourne au cauchemar quand les autorités entreprennent d'exterminer les juifs. La famille d'Hana est déportée à Theresienstadt et leur amour devient une lutte pour la vie.

## Analyse
Alfréd Radok ne montre jamais de sang ou de coups de feu, mais les images d'archive qu'il intègre à son film donnent un sentiment d'effroi : on peut ainsi voir des extraits d'actualités et du film de Leni Riefenstahl Le Triomphe de la volonté où Hitler et Goebbels discourent devant des piles de cadavres dans un camp de concentration. Quand l'image d'actualité est montrée, la scène précédente du film est réduite dans l'angle inférieur droit de l'image, montrant les effets de l'Histoire sur celle d'Hana et Toník.
La lente montée en puissance de l'antisémitisme est évoquée dans le film. Par exemple, les juifs se voient interdire d'entrer dans les théâtres en 1941 et c'est quand les deux amoureux sont sur le point d'y aller que le père de Toník leur apprend la nouvelle. Alfréd Radok parvient à raconter la guerre dans une narration bien construite.
Ce film est plein de symbolisme, ce qui est particulièrement saillant dans une scène où un personnage secondaire se suicide : on ne le voit pas se défenestrer, mais tout est suggéré par des sons et des mouvements de caméra.

## Fiche technique
- Titre : La Longue Route
- Titre alternatif : Le Ghetto de Terezin
- Titre original : Daleká cesta
- Réalisation : Alfréd Radok
- Scénario : Erik Kolár, Mojmir Drvota, Alfréd Radok
- Musique : Jiří Sternwald (cs) ; Film Symphony Orchestra (en) sous la direction de Otakar Pařík (cs)
- Directeur de la photographie : Josef Strecha
- Montage : Jirina Lukesová
- Décors : Jan Pacák, František Tröster (cs)
- Costumes : Jan Kropácek, Frantisek Mádl
- Pays d'origine :  Tchécoslovaquie
- Sociétés de production : Československý státní film
- Lieux de tournage : Prague (vieille ville, Studios Barrandov), Terezín
- Longueur : 108 minutes
- Format : Noir et blanc - mono
- Date de sortie :
  - Tchécoslovaquie : 1er janvier 1950
  - France : 4 janvier 1952

## Distribution
- Blanka Waleská (en)
- Otomar Krejča
- Viktor Ocásek
- Zdeňka Baldová
- Eduard Kohout (cs)
- Jaroslav Seník (cs)
- Josef Chvalina (cs)
- Anna Vanková
- Jiří Plachý starší (cs)
- Saša Rašilov (en)
- Jirí Spirit
- Rudolf Deyl mladší (cs)
- Zdenek Hodr
- Karel Jelínek
- František Vnouček (cs)
- František Kreuzmann starší (cs)
- Josef Toman (cs)
- Soňa Šulcová
- Eva Marie Kavanova
- Marie Kautska
- Josef Kollar
- Miloslav Svoboda
- Alexandra Myskova
- Zdena Procházková (cs)
- Antonín Jedlička (cs)
- Anna Jirouskova-Tomanova
- Viola Zinková (cs)
- Vera Koktová
- Otýlie Benísková
- Marie Burešová
- Stefan Bulejko
- Milka Balek-Brodská
- Hermína Vojtová (cs)
- Marta Májová
- Miloš Kopecký (en)
- Karel Effa (en)
- Oldřich Dědek
- Ladislav Rychman
- Emanuel Hríbal
- Jaroslav Oliverius (cs)
- Frantisek Marek
- Bohumil Bezouška (cs)
- Václav Voska (cs)

## Autour du film
- Alfréd Radok (il fut interné au camp de Klettendorf[3]) vit une partie de sa famille disparaître dans les camps de concentration et son grand-père mourut dans le camp de Theresienstadt[4]
- Ce film aurait inspiré Alain Resnais pour Nuit et Brouillard[5]

## Critiques
- « Sa valeur de témoignage et son style très singulier — mélange d’expressionnisme, de reconstitution documentaire, de métaphores visuelles marquantes, de jeux de plans et de cadres et d’une partition sonore innovante — en font une rareté et un jalon dans ce que l’on pourrait qualifier de cinéma de la Shoah. » Gaell B. Lerays